# Kachumber

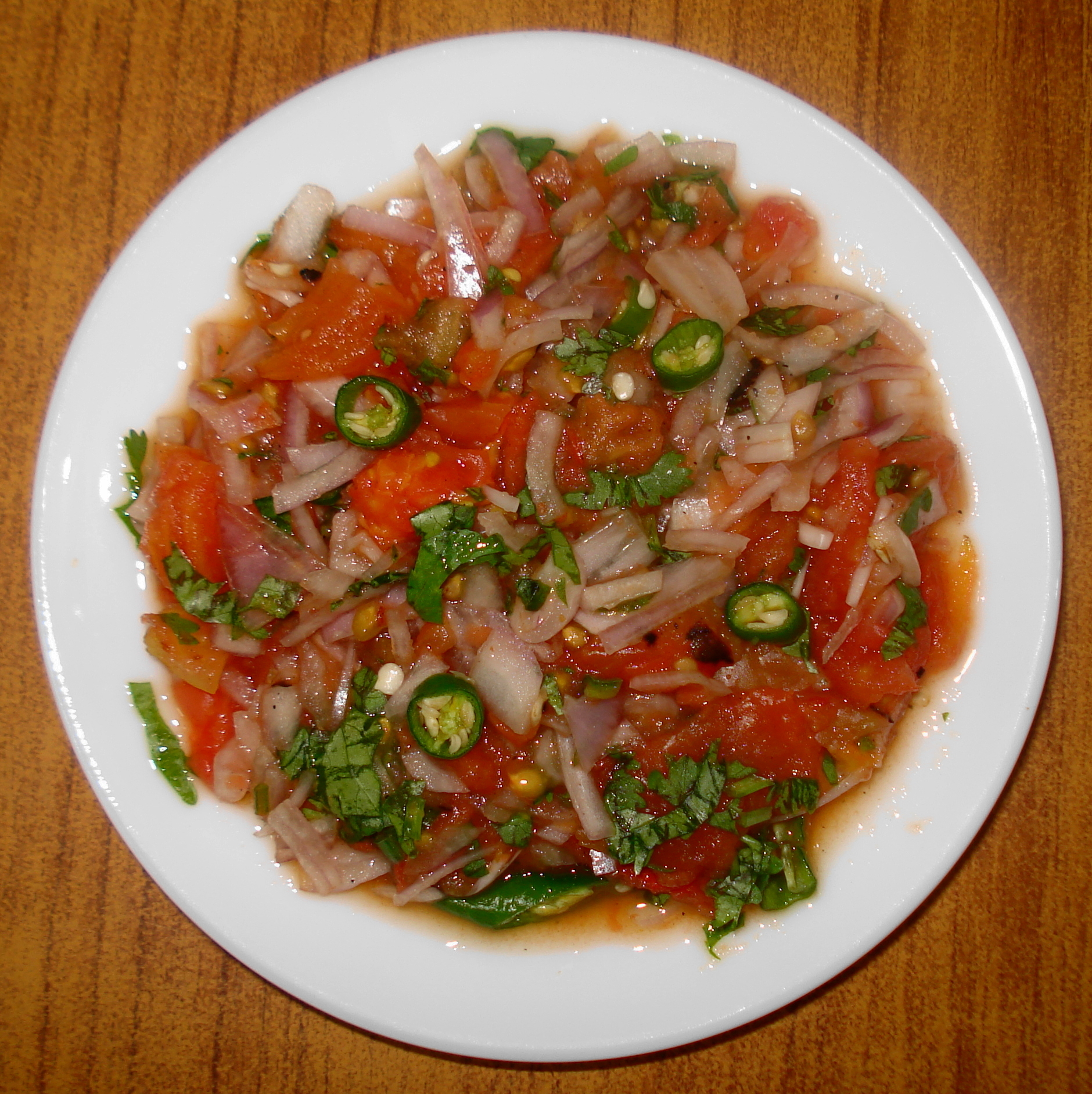
Kachumber

Kachumber ist ein Salat der indischen Küche.
Er besteht aus grob geschnittenen oder gehackten Tomaten, Salatgurken, roten Zwiebeln und Gewürzen wie Salz, Pfeffer, gemahlenem Kreuzkümmel, Korianderblättern und fein gehackten grünen Chilischoten oder ersatzweise Chilipulver. Dazu wird etwas Zitronensaft gegeben und sofort serviert.